# Vançais
Vançais és un municipi francès situat al departament de Deux-Sèvres i a la regió de la Nova Aquitània. L'any 2007 tenia 264 habitants.

## Demografia

### Població
El 2007 la població de fet de Vançais era de 264 persones. Hi havia 96 famílies de les quals 24 eren unipersonals (8 homes vivint sols i 16 dones vivint soles), 24 parelles sense fills, 32 parelles amb fills i 16 famílies monoparentals amb fills.
La població ha evolucionat segons el següent gràfic:
Habitants censats

### Habitatges
El 2007 hi havia 156 habitatges, 110 eren l'habitatge principal de la família, 35 eren segones residències i 11 estaven desocupats. Tots els 156 habitatges eren cases. Dels 110 habitatges principals, 90 estaven ocupats pels seus propietaris, 14 estaven llogats i ocupats pels llogaters i 6 estaven cedits a títol gratuït; 1 tenia una cambra, 10 en tenien dues, 13 en tenien tres, 25 en tenien quatre i 60 en tenien cinc o més. 64 habitatges disposaven pel capbaix d'una plaça de pàrquing. A 52 habitatges hi havia un automòbil i a 46 n'hi havia dos o més.

### Piràmide de població
La piràmide de població per edats i sexe el 2009 era:
| Homes | Edats   | Dones |
| ----- | ------- | ----- |
| 0     | 95 o +  | 0     |
| 0     | 90 a 94 | 4     |
| 0     | 85 a 89 | 4     |
| 4     | 80 a 84 | 8     |
| 8     | 75 a 79 | 12    |
| 12    | 70 a 74 | 8     |
| 4     | 65 a 69 | 8     |
| 12    | 60 a 64 | 0     |
| 8     | 55 a 59 | 16    |
| 8     | 50 a 54 | 12    |
| 8     | 45 a 49 | 12    |
| 4     | 40 a 44 | 4     |
| 8     | 35 a 39 | 0     |
| 0     | 30 a 34 | 0     |
| 12    | 25 a 29 | 8     |
| 8     | 20 a 24 | 0     |
| 12    | 15 a 19 | 8     |
| 4     | 10 a 14 | 4     |
| 0     | 5 a 9   | 8     |
| 4     | 0 a 4   | 4     |

## Economia
El 2007 la població en edat de treballar era de 142 persones, 93 eren actives i 49 eren inactives. De les 93 persones actives 78 estaven ocupades (47 homes i 31 dones) i 15 estaven aturades (6 homes i 9 dones). De les 49 persones inactives 21 estaven jubilades, 8 estaven estudiant i 20 estaven classificades com a «altres inactius».

### Ingressos
El 2009 a Vançais hi havia 112 unitats fiscals que integraven 259 persones, la mediana anual d'ingressos fiscals per persona era de 13.813 €.

### Activitats econòmiques
Dels 10 establiments que hi havia el 2007, 3 eren d'empreses de construcció, 2 d'empreses de comerç i reparació d'automòbils, 1 d'una empresa financera, 3 d'empreses de serveis i 1 d'una empresa classificada com a «altres activitats de serveis».
Dels 2 establiments de servei als particulars que hi havia el 2009, 1 era un paleta i 1 empresa de construcció.
L'any 2000 a Vançais hi havia 18 explotacions agrícoles que ocupaven un total de 1.092 hectàrees.

## Poblacions més properes
El següent diagrama mostra les poblacions més properes.